# Liza's at the Palace....
Liza at the Palace.... é um álbum de estúdio da cantora e atriz estadunidense Liza Minnelli, lançado em 3 de fevereiro de 2009. Trata-se do primeiro lançamento da cantora pela gravadora independente Hybrid Recordings. O álbum foi lançado após uma série de shows ao vivo que Minnelli fez no Teatro Palace, da Broadway, em Midtown Manhattan, Nova York, no outono de 2008.
A lista de faixas, com canções gravadas no Legacy Recording Studios, em Nova York, é uma recriação em estúdio do show que Minnelli realizou no Palace, com cada um dos CDs, representando um dos dois atos do show. O primeiro ato/CD incluiu alguns sucesso da carreira e canções favoritas dos fãs, além de uma versão revisada de uma homenagem ao vaudeville que sua mãe uma vez apresentou no Palace. O segundo ato/CD incluiu uma "recriação do célebre show noturno de [Kay] Thompson com os quatro irmãos Williams".
Em 2009, o álbum foi nomeado ao 52º Grammy Awards na categoria de Melhor Álbum Vocal de Pop Tradicional.

## Divulgação
Como forma de divulgação, a cantora fez uma aparição na Barnes & Noble no Lincoln Triangle, acompanhada pelo diretor musical Billy Stritch para a performance e sessão de autógrafos. Ela cantou três músicas: "I Would Never Leave You", "And the World Goes Round" e "I Love a Violin", acompanhada por Johnny Rodgers, Cortes Alexander, Jim Caruso e Tiger Martina, com Stritch no piano. Minnelli embarcou em uma turnê com shows em diversas localidades que incluiu: shows nos Estados Unidos, sete shows na América do Sul e durante um mês, shows em diversos países da Europa.

## Recepção crítica
| Críticas profissionais | Críticas profissionais |
| Avaliações da crítica  | Avaliações da crítica  |
| Fonte                  | Avaliação              |
| ---------------------- | ---------------------- |
| AllMusic               | [ 10 ]                 |

As resenhas dos críticos especializados em música foram favoráveis.
William Ruhlmann, do site AllMusic, avaliou com quatro estrelas de cinco e escreveu que a ideia de recriar o show em gravações de estúdio foi a melhor ideia. Segundo ele, Minnelli "oferece performances vocais melhores nesse ambiente controlado do que ela poderia ter se o show realmente tivesse sido gravado ao vivo no Palace".

## Desempenho comercial
Comercialmente, tornou-se um dos melhores desempenhos de Minnelli na parada da revista Billboard. Atingiu a posição de número 3 na lista Top Cast Albums, e o pico no número 42 na Independent Albums. O álbum marcou o retorno de Minnelli as listas de mais vendidos da revista após 10 anos.

## Lista de faixas
- Créditos adaptados do encarte do CD Liza's at the Palace...., de 2009.[12]

| Disc 1 | | |         |  |
| N.º    | Título | Compositor(es) | Duração |  |
| 1.     | "Teach Me Tonight" | Gene DePaul, Sammy Cahn | 4:16    |  |
| 2.     | "I Would Never Leave You"                                                                                              | Billy Stritch, Brian Lane Green, Johnny Rodgers | 4:32    |  |
| 3.     | "If You Hadn't, But You Did"                                                                                           | Betty Comden, Adolph Green, Jule Styne | 3:48    |  |
| 4.     | "What Makes a Man a Man?"                                                                                              | Charles Aznavour, Herbert Kretzmer | 5:39    |  |
| 5.     | "My Own Best Friend"                                                                                                   | John Kander, Fred Ebb | 2:52    |  |
| 6.     | "Maybe This Time" | John Kander, Fred Ebb | 3:04    |  |
| 7.     | "He's Funny That Way"                                                                                                  | [Neil Moret, Richard Whiting | 4:11    |  |
| 8.     | "Palace Medley: New Introduction - Original Song / Shine On Harvest Moon / Some Of These Days / My Man / I Don't Care" | Billy Stritch, David Zippel, John Kander - Roger Edens / J. Norworth, N. Bayes / S. Brooks / A. Willemetz, J. Charles, M. Yvain / H. Sutton, J. Lennox, R. Grant* | 7:38    |  |
| 9.     | "Cabaret" | John Kander, Fred Ebb | 3:47    |  |

| Disc 2 |                                      |                                           |         |  |
| N.º    | Título                               | Compositor(es)                            | Duração |  |
| 1.     | "But the World Goes 'Round"          | John Kander, Fred Ebb                     | 4:18    |  |
| 2.     | "Hello, Hello"                       | Kay Thompson                              | 2:04    |  |
| 3.     | "Jubilee Time"                       | Kay Thompson                              | 3:36    |  |
| 4.     | "Basin Street Blues"                 | Spencer Williams, Kay Thompson            | 3:20    |  |
| 5.     | "Clap Yo' Hands"                     | George Gershwin, Ira Gershwin             | 3:06    |  |
| 6.     | "Liza (All the Clouds'll Roll Away)" | George Gershwin, Ira Gershwin, Gus Kahn   | 6:21    |  |
| 7.     | "I Love a Violin"                    | Kay Thompson                              | 3:55    |  |
| 8.     | "Mammy"                              | Joe Young, Sam M. Lewis, Walter Donaldson | 3:12    |  |
| 9.     | "Theme from New York, New York"      | John Kander, Fred Ebb                     | 3:35    |  |

## Tabelas

### Tabelas semanais
| Tabela musical (2009)                         | Melhor posição |
| --------------------------------------------- | -------------- |
| Estados Unidos (Billboard Independent Albums) | 42             |
| Estados Unidos (Billboard Top Cast Albums)    | 3              |